# Taça Bueno Brandão
A Taça Bueno Brandão foi a primeira competição organizada pela Liga Mineira de Esportes em 1914. O Clube Atlético Mineiro foi campeão invicto conquistando assim o seu primeiro título.

## Regulamento
O Campeonato foi disputado no sistema de pontos corridos, com turno e returno.

## Clubes participantes
- Clube Atlético Mineiro
- América Futebol Clube (Minas Gerais)
- Yale Atlético Clube

## Campanha do campeão
O Atlético Mineiro venceu o Yale Atlético Clube por 2 a 0, o América Mineiro por 3 a 0 e 1 a 0, empatou com o Yale Atlético Clube em 0 a 0.

## Tabela
| 5 de julho | Atlético                    | 2 - 0 | Yale | Prado Mineiro |
|            | Meirelles · Afonso Coutinho |       |      |               |

| 12 de julho | América | 0 - 4 | Atlético                         | Prado Mineiro |
|             |         |       | Meirelles · Paula Dias · Matos , |               |

| 19 de julho | Yale | 3 - 0 | América | Prado Mineiro |
|             |      |       |         |               |

| 19 de julho ou 2 de novembro | Yale | 0 - 0 | Atlético | Prado Mineiro |
|                              |      |       |          |               |

| 2 de agosto | Atlético  | 1 - 0 | América | Prado Mineiro |
|             | Meirelles |       |         |               |

| 9 de agosto | América | 2 - 3 | Yale | Prado Mineiro |
|             |         |       |      |               |

| 28 de agosto ou 16 de agosto Amistoso entrega da taça | Atlético    | 2 - 0 | Combinado Yale/América | Prado Mineiro |
|                                                       | Meirelles , |       |                        |               |

Atlético: Ferreira, Moretzsohn, Cuthbert, Djalma, Dopper, Lê, Paula Dias, Mattos, Meirelles, Afonso Coutinho, Rose. T: Chico Neto

## Classificação
| Classificação Final                                                                                                | Classificação Final | Classificação Final | Classificação Final | Classificação Final | Classificação Final | Classificação Final | Classificação Final | Classificação Final | Classificação Final |
| Time | Time                | P                   | J                   | V                   | E                   | D                   | GP                  | GC                  | SG                  |
| --- | ------------------- | ------------------- | ------------------- | ------------------- | ------------------- | ------------------- | ------------------- | ------------------- | ------------------- |
| 1 | Atlético            | 7                   | 4                   | 3                   | 1                   | 0                   | 7                   | 0                   | 7                   |
| 2 | Yale                | 5                   | 4                   | 2                   | 1                   | 1                   | 6                   | 4                   | 2                   |
| 3 | América-MG          | 0                   | 4                   | 0                   | 0                   | 4                   | 2                   | 11                  | -9                  |
| J – jogos disputados; V - vitórias; E - empates; D - derrotas; GP – gols pró; GC – gols contra; SG – saldo de gols |                     |                     |                     |                     |                     |                     |                     |                     |                     |

|  | Campeão;     |
|  | Vice-Campeão |

## Campeão
| Taça Bueno Brandão    |
| --------------------- |
| Atlético-MG 1º Título |